# خورشید سیاه (نماد)
خورشید سیاه (به آلمانی: Schwarze Sonne)، یکی از نمادهای خورشیدی دوّار در جهان است که نخست در رایش سوم و سپس دربین نئونازی‌ها مورد استفاده قرار گرفته‌است. این نماد متشکل است از دوازده شعاع نوری که حول محور یک دایره تشکل یافته‌اند.

نماد «خورشید سیاه» به‌کار رفته در قلعه‌ای در آلمان نازی

## آلمان نازی
در سال ۱۹۳۳، رئیس شوتز شتافل () ، هاینریش هیملر، قلعه‌ای را در منطقهٔ پادربون خریداری می‌کند. او قصد داشت که آن قلعه را مرکز فرماندهی سازمان خود قرار دهد. به دستور هیملر قرار شد در کف این قلعه کاشی‌کاری مرمرین صورت بگیرد که طرح این کاشی‌کاری متشکل بود از یک خورشید تیره‌رنگ که با دوازده شعاع نوریِ شکسته و یک دایره، تزئین شده بود. بعدها این طراحی به کاشی‌کاری وولزبورگ شهرت یافت.

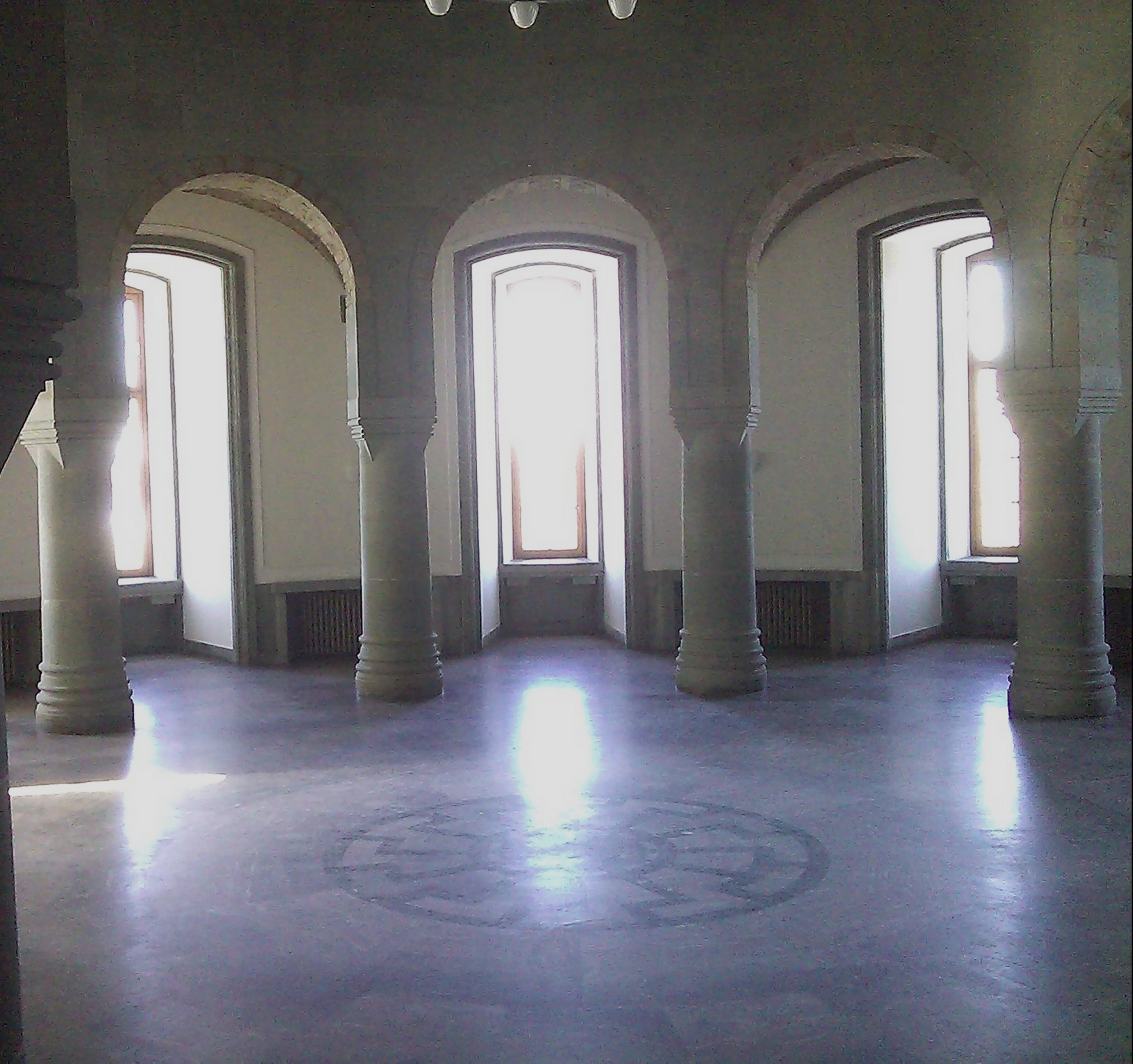
تصویری از کاشی‌کاری با طرح خورشید سیاه در قلعهٔ پلیس مخفی آلمان نازی

تفاسیر متفاوتی از این نماد در محافل مختلف صورت گرفته‌است، برخی این نماد را ترکیبی از سه صلیب شکسته و در هم‌تنیده می‌دانند که هیملر آن را خود طراحی کرده‌است. تفسیری دیگر این نماد را دارای قدمتی طولانی می‌دانند و معتقداند که این نماد در عصر برنز درمیان وایکینگ‌ها کاربرد داشته‌است. درهمین مورد، درمیان خرابه‌های شهر وروچیو، دیسک‌هایی کشف می‌کنند که همین طرح را منعکس می‌کنند.

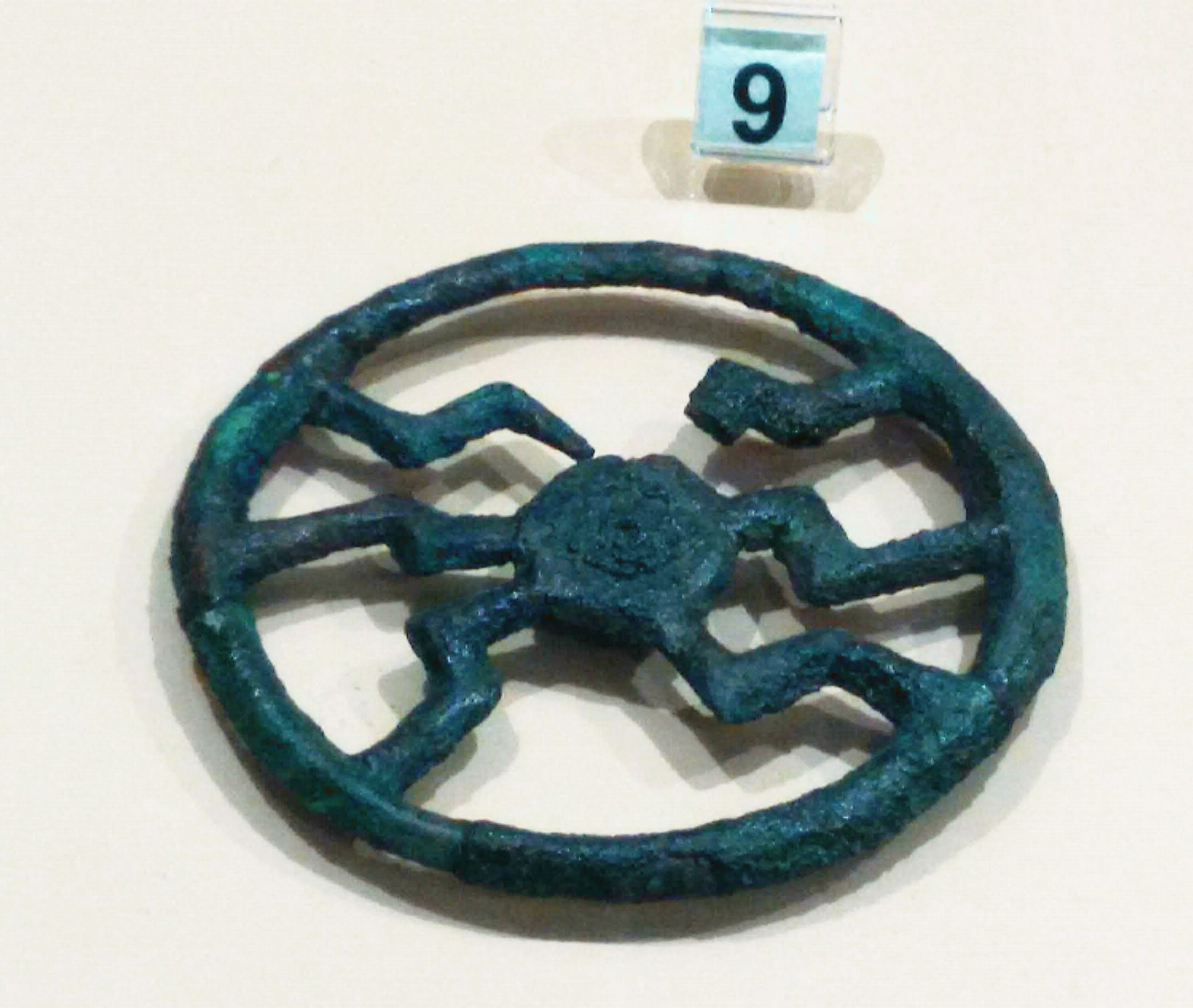
دیسک کشف شده از شهر وروچیو (قرن ۷ یا ۸ پیش از میلاد مسیح)

از دیرباز در نمادهای به کار رفته در نژاد آریایی، خورشید کاربرد فراوانی داشت همچون آیین مهرپرستی که در آن خورشید نمادی از میترا و یا آفرینش خدایگان بود. هیملر نیز سعی داشت تا این عقاید نژادی و باستانی را جایگزین تفکرات مسیحی کند. خورشید تیره‌رنگ از منظر هیملر همان خلقت یک تمدن و برآمدن قدرتی بود که مرکزی در جهان قرار خواهد داشت.

## نئونازی‌ها
پس از فروپاشی حکومت رایش سوم، طرفداران نژاد سفید، ملی‌گرایان افراطی، نئو فاشیست‌ها و نئونازی‌ها به‌طور گسترده از نماد «خورشید سیاه» در محافل، وبسایت‌ها، تی‌شرت‌ها، لوگوها و پرچم‌های خود استفاده می‌کنند.

لوگوی گروه ملی‌گرای اوکراینی مشهور به «هنگ آزوف». در این لوگو ردی از طرح «خورشید سیاه» مشاهده می‌شود.

در واقعهٔ حملهٔ تروریستی به مسجد کرایست چرچ نیوزیلند، عامل حمله - بروتون تارانت- که خود را طرفدار نژاد سفید می‌دانست، از این نماد بر روی جلیقهٔ خود استفاده کرده بود.